# Ушће бољетинске реке (локалитет)
Ушће бољетинске реке је археолошки локалитет праисторијског насеља откривено на десној обали Бољетинске реке приликом истраживања бедема античког утврђења Сморна. 
Према налазима керамике, може се датовати у старије гвоздено доба (Басараби). На левој обали ушћа реке откривено је вишеслојно праисторијско насеље, датовано у позно бронзано доба (Коцофени), средње бронзано доба (Жуто брдо—Гирла Маре) и старије гвоздено доба (Басараби).